# Le Bourdeix
Le Bourdeix è un comune francese di 232 abitanti situato nel dipartimento della Dordogna, nella regione della Nuova Aquitania.

## Società

### Evoluzione demografica
Abitanti censiti